# 정치락
정치락(鄭致洛, 1959년 8월 17일 ~ )는 대한민국의 정치인이다. 제7대 울산광역시 북구의원, 제6·8대 울산광역시의원을 지냈다.

## 학력
- 농소국민학교 졸업
- 농소중학교 졸업
- 울산고등학교 졸업
- 영남대학교 경영학과 졸업

## 경력
- 전국정씨연합회 울산 북구 부회장
- 중부경찰서 치안협의회 법질서지킴이 북구단장
- 울산광역시 청소년지도협의회 회장
- 울산광역시 북구 종합사회복지관 운영위원장
- 울산광역시 북구 주민참여예산시민위원회 위원장
- 울산광역시 북구 족구연합회 회장
- 하늘아이, 느티나무 지역아동센터 운영위원장
- 농소초등학교 운영위원장
- 신천초등학교 운영위원장
- 호계중학교 운영위원장
- 매곡고등학교 운영위원장
- 매산초등학교 운영위원장
- 농소 새마을금고 이사
- 4·19혁명 정임석 열사 추모회 사무국장
- 월드메르디앙 월드시티2단지 입대의회장
- 농소초등학교 총동문회장
- 2014.07 ~ 2018.06 제6대 울산광역시의회 의원
  - 2014.07 ~ 2016.07 제6대 울산광역시의회 전반기 의회운영위원회 위원
  - 2014.07 ~ 2016.07 제6대 울산광역시의회 전반기 행정자치위원회 부위원장
  - 2014.07 ~ 2016.07 제6대 울산광역시의회 전반기 예산결산특별위원회 위원
  - 2014.11 ~ 2016.05 제6대 울산광역시의회 원전특별위원회 위원장
  - 2016.07 ~ 2018.06 제6대 울산광역시의회 후반기 예산결산특별위원회 위원
  - 2016.07 ~ 2018.06 제6대 울산광역시의회 후반기 의회운영위원회 위원장
  - 2016.07 ~ 2018.06 제6대 울산광역시의회 후반기 교육위원회 위원
- 2020.04 ~ 2022.05 제7대 울산광역시 북구의회 의원
  - 2020.04 ~ 2020.07 제7대 울산광역시 북구의회 전반기 예산결산특별위원회 위원
- 2021.12 국민의힘 울산시당 자문위원
- 2022.07 ~ 2024.01 제8대 울산광역시의회 의원
  - 2022.07 ~ 2024.01 제8대 울산광역시의회 의회운영위원회 위원장
  - 2022.07 ~ 2024.01 제8대 울산광역시의회 공공보건의료 인프라 확충 특별위원회 위원
  - 2022.07 ~ 2024.01 제8대 울산광역시의회 윤리특별위원회 위원
  - 2022.07 ~ 2024.01 제8대 울산광역시의회 환경복지위원회 위원
  - 울산광역시의회 꿈의도시 울산 청년과 함께 특별위원회 위원
  - 울산광역시 원전특별위원회 위원

## 역대 선거 결과
|  | 33.85% |

|  | 29.22% |

|  | 47.59% |

|  | 49.61% |

|  | 34.83% |

|  | 41.54% |

|  | 49.77% |